# Barbara Steinemann
Barbara Steinemann, née le 18 juin 1976 à Dielsdorf (originaire de Rümlang), est une personnalité politique suisse, membre de l'Union démocratique du centre (UDC). 
Elle est députée du canton de Zurich au Conseil national depuis novembre 2015.

## Biographie
Barbara Steinemann naît le 18 juin 1976 à Dielsdorf, dans le canton de Zurich. Elle est originaire de Rümlang, dans le même district.
Elle décroche sa maturité en 1996, puis obtient une licence en droit.
Elle exerce la profession de juriste et de fiduciaire.
Elle habite à Watt, localité zurichoise du district de Dielsdorf rattachée à la commune de Regensdorf,.

## Parcours politique
Elle siège au Conseil cantonal de Zurich de mai 2003 à novembre 2015. Elle y dépose en avril 2006 une initiative parlementaire visant à interdire la construction de minarets. Son initiative est nettement rejetée par le parlement zurichois en juin 2008, mais elle débouche plus tard sur le lancement d'une initiative populaire fédérale, dont elle est membre du comité, qui est acceptée par le peuple en novembre 2009,,.
Depuis 2010, elle est également membre de l'autorité responsable de l'aide sociale de Regensdorf.
Elle est élue au Conseil national en 2015 et réélue en 2019 et 2023. Elle siège au sein de la Commission des institutions politiques (CIP) et, depuis décembre 2019, de la Commission des affaires juridiques (CAJ).
Elle est membre de l'Action pour une Suisse indépendante et neutre.

### Positionnement politique
Elle intervient tout particulièrement sur les sujets de l'immigration et des abus dans l'aide sociale.